# Ludvig Holstein-Ledreborg
Johan Ludvig Carl Christian Tido Holstein-Ledreborg (Remseck am Neckar, 10 giugno 1839 – Ledreborg, 1º marzo 1912) è stato un politico danese, unico cattolico ad aver ricoperto la carica di Primo ministro della Danimarca (dal 16 agosto al 28 ottobre 1909).

## Biografia
Discendente di Johan Ludvig Holstein-Ledreborg (che era stato Ministro di Stato della Danimarca), il conte Johan Holstein-Ledreborg è stato uno dei pochi aristocratici ad aver aderito al partito Venstre, di ispirazione liberale. Durante i suoi studi in Germania si era avvicinato al cattolicesimo e poi si era convertìto nel 1867 (quando i cattolici danesi erano pochi e dipendevano ancora dal vicariato apostolico delle missioni settentrionali con sede in Germania).
Durante la crisi parlamentare del 1909, Holstein-Ledreborg (che si era ritirato nelle sue terre in Zelanda) viene chiamato a formare un governo con l'obiettivo di risolvere la questione della difesa del Paese.
Poco dopo però il suo governo venne colpito da un voto di sfiducia del Parlamento (era la prima volta che accadeva in Danimarca). Holstein-Ledreborg si dimise e tornò alla sua vita di campagna (fu brevemente anche ministro della difesa).
Un suo discendente (ed erede del castello di Ledreborg), il conte Knud Johann Holstein-Ledreborg (1919-2001) ha sposato la principessa Maria Gabriella di Lussemburgo (1925-2023), figlia della Granduchessa Carlotta di Lussemburgo. A sua volta una loro figlia, Lidia (n.1955) ha sposato il principe Enrico di Borbone-Parma, parente della famiglia reale danese perché sua nonna era Margherita di Danimarca (1895-1992), già imparentata col conte Ludvig perché suocera di sua nipote Birgitte Holstein-Ledreborg, principessa di Borbone-Parma.